# Бо Дерек
Бо Дерек (на английски: Bo Derek) е американска актриса и модел, номинирана за награда „Златен глобус“.

## Кариера и личен живот
Първата ѝ поява на екрана е от 1973 година във „Фантазии“. През 1979 година се снима във филма „10“, който ѝ носи моментална популярност и я прави секс символ.
Сплетената на малки плитки коса, която е част от афроамериканската култура завършващи с бели синци, се превръща в нова мода, имитирана от много жени по света. Бо се появява няколко пъти в Плейбой, за първи път през 1980 година.
Тя е привърженик на Републиканската партия. Почитател е и притежател на коне. Също така е голям почитател на Формула 1, което заявява в интервю с журналист по време на 2007 година, Голямата награда на Турция.